# Andreas Wolff

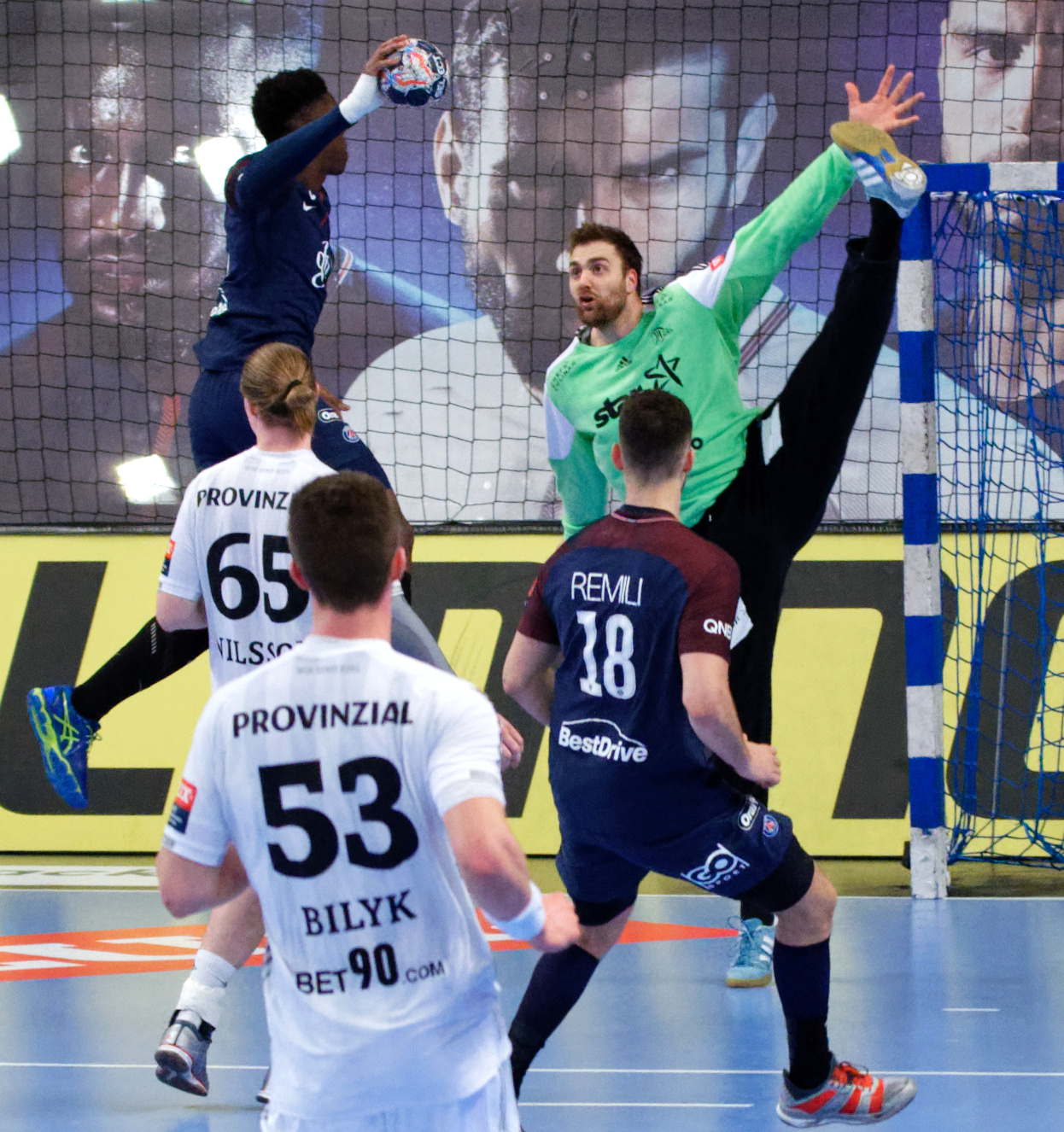
Wolff à la parade face au PSG, le 4 mars 2018.

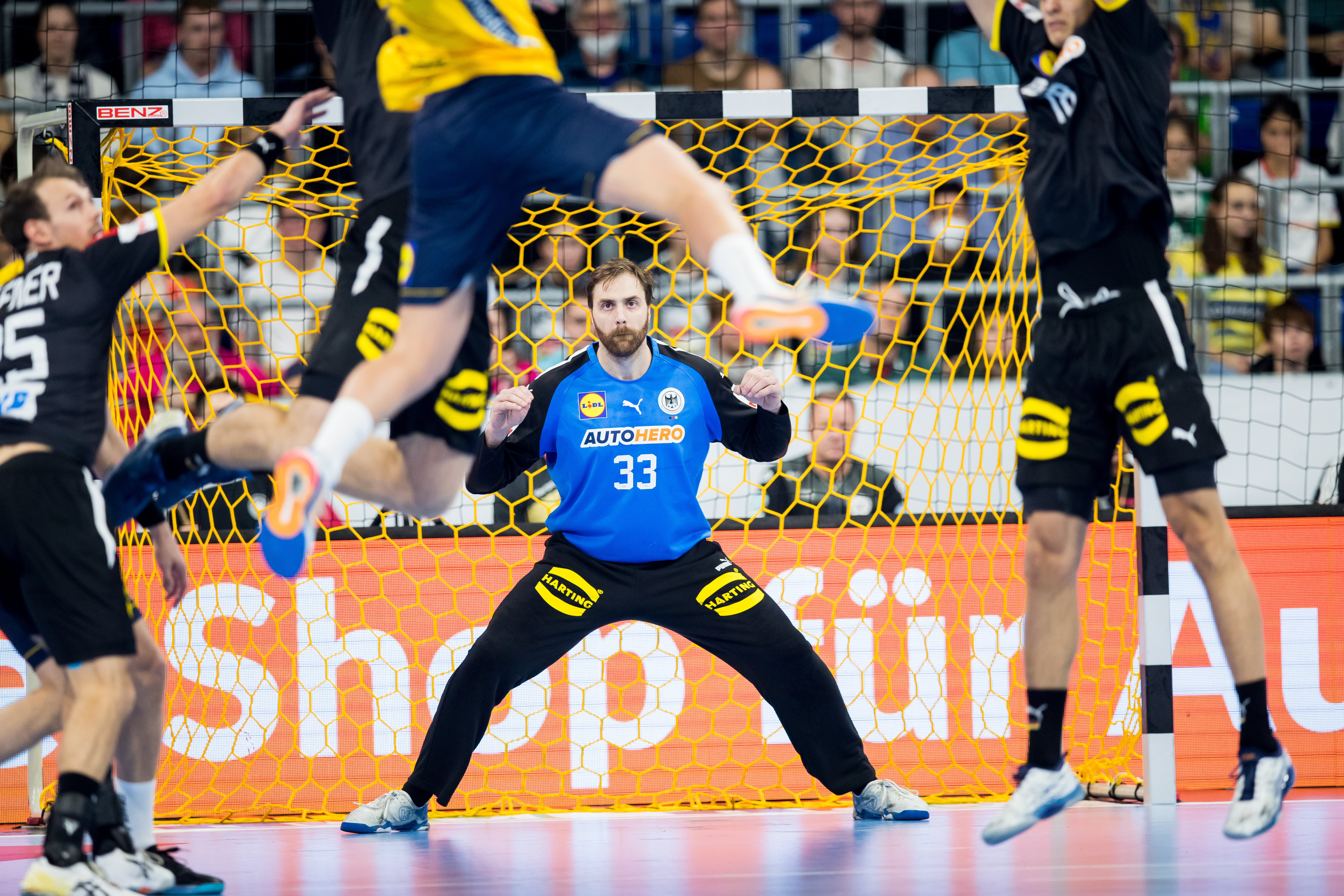
Wolff avec l'Allemagne en 2022.

Andreas Wolff, né le 3 mars 1991 à Euskirchen, est un handballeur international allemand évoluant au poste de gardien de but.
Il est notamment champion d'Europe 2016 avec l'équipe nationale d'Allemagne, compétition dont il est élu meilleur gardien, puis vice-champion olympique en 2024.

## Palmarès

### En club
Compétitions internationales
- Ligue des champions : 
  - Finaliste (2) : 2022, 2023
- Coupe de l'EHF
  - Vainqueur (1) : 2019
  - Finaliste (1) : 2011

Compétitions nationales
- Vainqueur de la Coupe d'Allemagne (2) : 2017, 2019
- Deuxième du Championnat d'Allemagne en 2019
- Vainqueur du Championnat de Pologne (3) : 2020[2], 2021, 2022
- Coupe de Pologne : 
  - Vainqueur (1) : 2021
  - Finaliste (1) : 2022

### En équipe nationale
Wolff connait sa première sélection avec l'équipe nationale d'Allemagne le 2 novembre 2013 :
Jeux olympiques
- Médaille de bronze aux Jeux olympiques 2016,  Brésil
- 6e place aux Jeux olympiques 2020,  Japon
- Médaille d'argent aux Jeux olympiques de 2024 à Paris

Championnats d'Europe
- Médaille d'or au Championnat d'Europe 2016,  Pologne
- 9e place au Championnat d'Europe 2018,  Croatie
- 7e place au Championnat d'Europe 2022,  Hongrie et  Slovaquie
- 4e place au Championnat d'Europe 2024,  Allemagne

Championnats du monde
- 9e place au championnat du monde 2017,  France
- 4e place au championnat du monde 2019,  Allemagne et  Danemark
- 5e place au championnat du monde 2023,  Pologne et  Suède

### Distinctions individuelles
- élu meilleur joueur de l'année en Allemagne (2) : 2015, 2016
- Élu meilleur gardien de but du championnat d'Europe 2016
- Élu meilleur gardien de but du championnat du monde 2023
- Élu meilleur gardien de but du championnat d'Europe 2024